# Euclides de Mègara
Euclides de Mègara (grec antic: Εὐκλείδης) fou un filòsof grec nadiu de Mègara. Va estudiar les doctrines dels eleàtics i després fou deixeble de Sòcrates. Aquest li va retreure la seva facilitat per a disputes subtils i capcioses. Mort Sòcrates el 399 aC, es va refugiar a Mègara junt amb altres deixebles del difunt mestre, on fundà una escola (escola de Mègara) en què es va distingir per l'ensenyament de la dialèctica, basada en les ensenyances dels eleàtics i de Sòcrates, generalment anomenada escola megàrica, que tracta de vegades sobre dialèctica i de vegades sobre erística. Va escriure sis diàlegs que no es conserven. Segons la tradició, Plató, poc després de la mort de Sòcrates, visqué amb ell a Mègara durant tres anys. Té certa rellevància com un filòsof socràtic menor.

## Vida

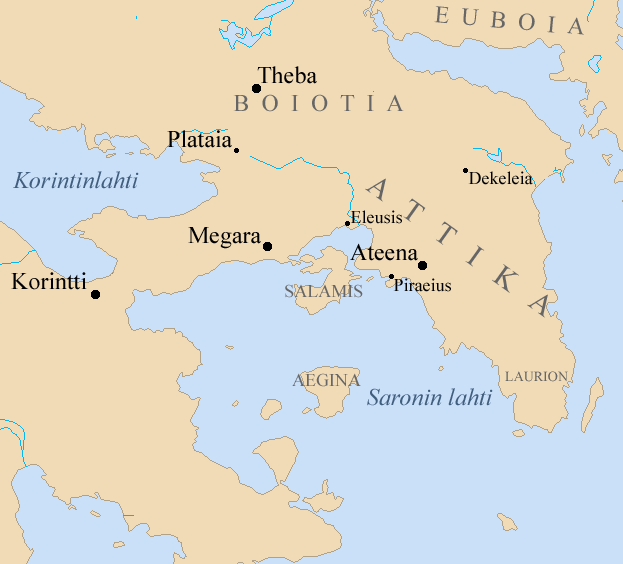
Situació de Mègara

Euclides va néixer a Mègara, però es va traslladar a Atenes, on va ser alumne de Sòcrates. Segons explica Aulus Gel·li, estava tan ansiós d'escoltar les ensenyances de Sòcrates que durant un temps en què la gent de Mègara tenien prohibida l'entrada d'homes a Atenes, Euclides entrava de nit disfressat de dona. Al Teetet de Plató, se'l representa com l'autor de la conversa entre Sòcrates i el jove matemàtic Teetet. També per boca de Diògenes sabem que Sòcrates hauria criticat Euclides per la seva tendència per les disputes erístiques. Va estar present en la mort de Sòcrates, l'any 399 aC, després de la qual va tornar a Mègara, on va oferir acollida a Plató i a altres seguidors de Sòcrates.
En l'escola de filosofia que va fundar a Mègara van destacar alumnes com Ícties, Eubúlides de Milet, Clinòmac i Trasímac de Corint. Aquest Trasímac va ser mestre d'Estilpó, que va ser mestre de Zenó, el fundador de l'estoïcisme.

## Filosofia

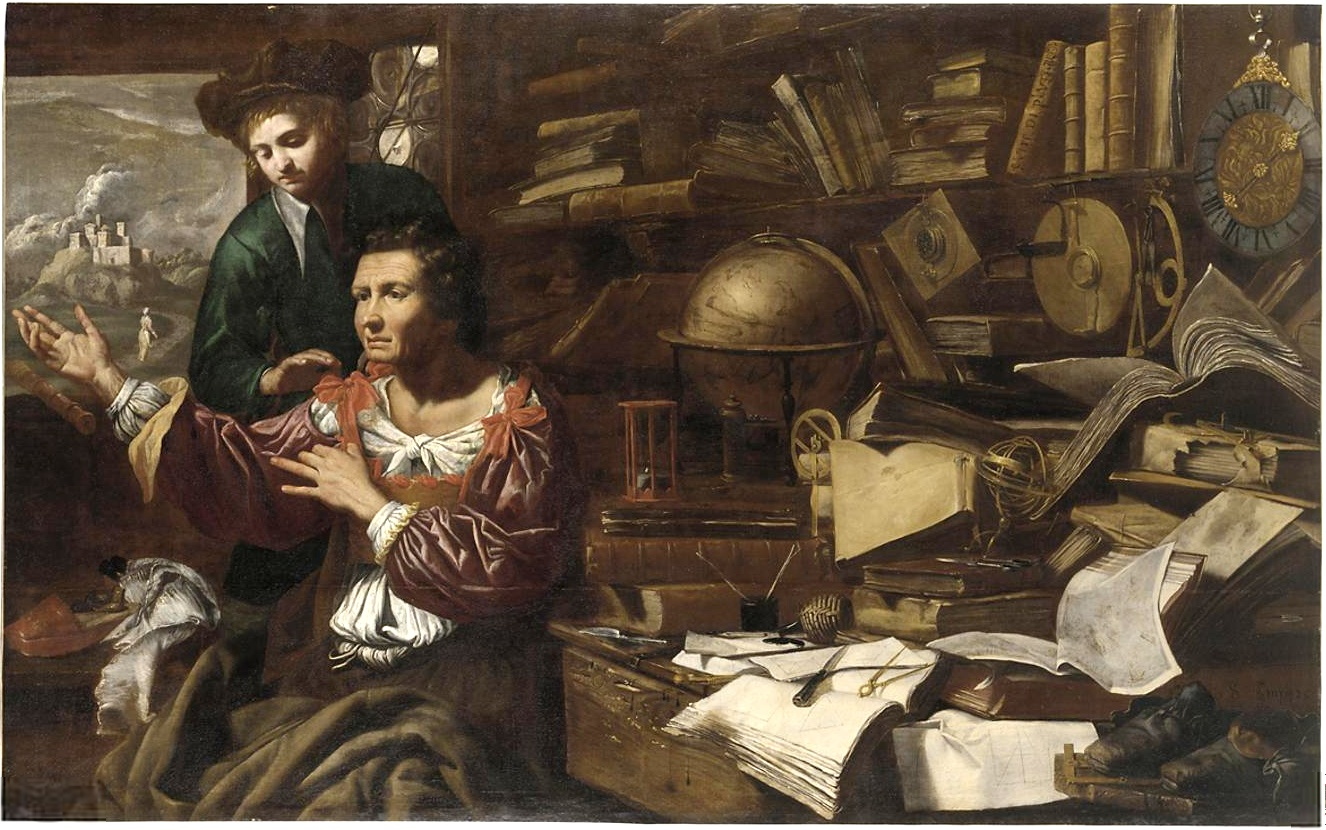
Euclides de Mègara vestit de dona per escoltar els ensenyaments de Sòcrates a Atenes, pintura de Domenico Maroli, c. 1650

Euclides va ser l'autor de sis diàlegs, els seus títols en llatí són: Lamprias, Aeschines, Phoenix, Crito, Alcibiades i Amatorius. La principal font d'informació sobre aquestes obres és la que ens dona Diògenes Laerci. Les idees d'Euclides eren una síntesi de les idees de l'escola eleàtica i les doctrines socràtiques. Sòcrates defensava la idea que el principal i més elevat objectiu del saber era conèixer el bé, mentre que els eleàtics proposaven l'estudi de l'arque com a principal finalitat de la filosofia. Euclides barrejava ambdues idees proclamant que el bé era el coneixement de l'ésser. Encara més, aquest bé és l'única cosa que existeix encara que té diferents noms, però en el fons tota la realitat que coneixem és una sola cosa. Aquesta essència única que formava l'univers havia estat nomenada pels eleates amb la paraula Un, però Euclides l'associa també amb altres noms "Raó", "Déu", "Ment", "Saviesa", etc. Aquesta era la veritable essència de l'ésser, que a més era etern i invariable. La idea d'un déu universal va permetre a Euclides rebutjar tot allò que no era bo, perquè deia que el bé cobria totes les coses a la Terra. Euclides també va adoptar la idea socràtica que el coneixement és la virtut i que l'única manera de conèixer i entendre aquest món immutable és mitjançant la filosofia. Euclides creia que les virtuts en si mateixes eren simplement el coneixement de l'únic bé o ésser. Tal com va dir, "el bé és l'Un, però podem anomenar-lo de diferents maneres, de vegades com saviesa, de vegades li diem Déu, de vegades raó", i també va dir "el contrari del bé no existeix".
Euclides també va mostrar interès per qüestions de lògica. Ell i els seus seguidors van fer servir el diàleg i l'erística com a mètodes per a demostrar les seves idees. El mètode erístic parteix de la desacreditació de les idees contràries a les proposades i així, indirectament, arribant per eliminació i contrast, s'acaben donant per bones les idees que defensen el mateix punt de vista. Per atacar una demostració, se centraven en les conclusions en lloc de les premisses, és a dir, intentaven refutar els seus oponents extraient conseqüències absurdes de les seves conclusions. També feia ús d'analogies per tal de refutar arguments. Els qui són fins a cert punt els seus hereus, els estoics, van crear una escola de lògica tan important com la peripatètica d'Aristòtil.